# Kebara
Kebara (hebr. מערת כבארה Me'arat Kebbara, arab. مغارة الكبارة Mugharat al-Kabara) – jaskinia położona w południowo-zachodniej części Góry Karmel w Izraelu, na terenie samorządu lokalnego Zichron Ja’akow. Stanowisko eponimiczne kultury kebaryjskiej.
Badania stanowiska rozpoczęte zostały w latach 30. XX wieku przez Francisa Turville’a-Petre, kontynuowano je następnie w latach 50., 60. i 80. Archeolodzy odkryli w jaskini ślady środkowo- i górnopaleolitycznej bytności człowieka. W warstwach górnopaleolitycznych wyodrębniono poziomy charakterystyczne dla kultur natufijskiej (B), kebaryjskiej (C), oryniackiej (D) oraz ahmaryjskiej (E).
Warstwa środkowopaleolityczna, związana z kulturą mustierską, datowana jest metodą termoluminescencyjną oraz rezonansu spinowego na okres od 62 do 48 tys. lat temu. Odkryto w niej kości kilku gatunków zwierząt (daniela, gazeli, dzika oraz krętorogich), a także pochówek neandertalski dorosłego mężczyzny. Choć pozbawiony jest czaszki, należy do jednych z najlepiej zachowanych szkieletów neandertalczyka. 